# Кулангатт
Кулангата (англ. Coolangatta) — прибрежный пригород города Голд-Кост, штат Квинсленд, Австралия. Это самый южный пригород Голд-Коста, граничащий с Новым Южным Уэльсом. По данным переписи 2016 года в Кулангатте проживало 5948 человек.

## География
Кулангатта и соседний с ним город-побратим Твид-Хедс в Новом Южном Уэльсе имеют общую экономику. Река Твид поддерживает процветающий рыболовный флот, а морепродукты — это местный деликатес, предлагаемый в ресторанах и клубах курортного и пенсионного региона по обе стороны государственной границы.
В Кулангатте есть три холма:
- Кирра-Хилл (28,1679 ° ю. ш. 153,5333 ° в. д.) на высоте 27 метров (89 футов) над уровнем моря на побережье, который был назван в 1883 году геодезистом Шнайдером (1883) с использованием аборигенного слова, которое могло означать белый какаду или огонь.
- Гринмаунт-Хилл (28,1652 ° ю. ш. 153,5447 ° в. д.) на высоте 32 метра (105 футов) над уровнем моря на побережье, который был назван в честь гостевого дома Greenmount, которым с 1905 года управляет Патрик Дж. Фаган и назван в честь его места рождения в графстве Мит, Ирландия.
- Мурраба (28,1752 ° ю. ш. 153,5313 ° в. д.) на высоте 70 метров (230 футов) над уровнем моря на границе с Новым Южным Уэльсом.

Point Danger — мыс на границе Квинсленда и Нового Южного Уэльса (28,1641 ° ю. ш. 153,5516 ° в. д.). Считалось, что его назвал лейтенант Джеймс Кук во время его исследования побережья Восточной Австралии в 1770 году на корабле Индевор, но это верно лишь отчасти. Кук придумал это название, но применил его к другому мысу южнее (теперь известному как Fingal Head). Это было подтверждено на карте 1823 года, составленной исследователем Джоном Оксли. Однако на карте, опубликованной в 1831 году на основе обзора 1828 года, проведенного на HMS Rainbow, название Point Danger было присвоено мысу к северу от реки Твид. Таким образом, Кук придумал название, но не назначал его текущему местоположению.
Рэйнбоу-Бэй находится на юго-востоке от пригорода (28,1638 ° ю. ш. 153,5470 ° в. д.). Первоначально он назывался Shark / Sharks Bay до 1926 года, когда городской совет Кулангатты решил переименовать его в честь HMS Rainbow, фрегата шестого ранга под командованием капитана Генри Джона Роуза, который использовался для обследований местности в 1828 году.
В Кулангатте есть три района:
- Кирра (28,1675 ° ю. ш. 153,5325 ° в. д.), Получившая свое название от Кирра-Хилл[5]
- Гринмаунт (28,1658 ° ю. ш. 153,5444 ° в. д.) Назван в честь гостевого дома[6]
- Рэйнбоу Бэй (28,1647 ° ю. ш. 153,5477 ° в. д.) назван в честь залива[7]В пригороде три пляжа, с запада на восток:
  - Кирра-Бич (28,1661 ° ю. ш. 153,5294 ° в. д.)
  - Пляж Кулангатта (28,1667 ° ю. ш. 153,5374 ° в. д.)
  - Гринмаунт-Бич (28,1666 ° ю. ш. 153,5426 ° в. д.)

В океане от холма Кирра простирается волнолом, который защищает пляж Кулангатта от эрозии ( 28,1652 ° ю.ш. 153,5363 ° в.д.)

## История
Кулангатта был одним из первых поселений на Золотом Берегу. Этот район был занят европейцами по крайней мере с 1828 года, и вскоре за ним последовали добытчики красного кедра.
В среду 18 августа 1846 года во время шторма на пляже Кирра  Билинга, примыкающем к ручью, потерпела крушение шхуна Coolangatta.
Государственный геодезист Генри Шнайдер назвал район Кулангатта в честь кораблекрушения во время съемок в 1883 году для земельного аукциона в марте 1884 года.
Как приграничный город Кулангатта включал таможню, лодочный цех и правительственную пристань.
Железная дорога Южного побережья была продлена от железнодорожной станции Неранг до Твид-Хедс в Новом Южном Уэльсе и открыта 10 августа 1903 года.
Железнодорожная станция Кулангатта была расположена к югу от пересечения улиц Гриффит и Даттон ( 28,1685 ° ю.ш. 153,5367 ° в.д.). Конечная железнодорожная станция Твид-Хедс находилась в Твид-Хедс около Томсон-стрит (28,1720 ° ю.ш. 153,5405 ° в.д.). Железная дорога гарантировала успех Кулангатты как курортного городка, и с тех пор он процветал.
13 сентября 1911 года открылся клуб спасателей «Твид Хедс» и «Кулангатта, занимающийся серфингом». Были построены гостевые дома и отели, а вскоре последовал и торговый центр.
До 1914 г. Кулангат находился в ведении Специализированного совет Неранга. В 1914 годе Кулангат имел свое собственное местное самоуправление , в городе Кулангатт , но в 1949 году он был объединен в город Южного побережья , который позже стал городом Золотого берега.
В январе 1919 года граница между Квинслендом и Новым Южным Уэльсом была закрыта для всех транспортных средств в ответ на пандемию гриппа 1918 года в попытке остановить распространение болезни на север, в Квинсленд. Люди оказались застрявшими на одной стороне границы, не имея возможности вернуться в свои дома или работать на другой стороне. Карантинные станции и лагеря были созданы для размещения путешественников и застрявших жителей. Одним из факторов, повлиявших на закрытие границы, была необходимость дублировать услуги в городах-побратимах на стороне границы Квинсленда, поскольку по состоянию на 1 февраля 1919 года в Кулангатте не было ни врача, ни фармацевта, ни молочника, ни мясника, ни гробовщика. В Кулангатте не было ни школы, ни почты. Граница оставалась закрытой до мая 1919 года.
Одной из служб, требующих дублирования, была школа для 56 детей, живущих в Кулангатте, но посещающих школу в Твид-Хедс. Ранее, 28 июня 1918 года, Министерство народного образования Квинсленда заявило о своем намерении открыть школу в Кулангатте, но никакого прогресса достигнуто не было. Когда в феврале 1919 года дети Кулангатты не смогли вернуться в свою школу Твид Хедс, городской совет Кулангатты предоставил в своих залах совета комнату для собраний для использования в качестве временной школьной комнаты. Департамент народного образования Квинсленда прислал школьную мебель и одного учителя из Брисбена, а временная школа Кулангатта начала работу 10 февраля 1919 года. Следующей задачей было построить школьное здание с двумя классными комнатами в школьном резерве на 1 Гаррик-стрит (угол Пауэлл-стрит, 28,1675 ° ю.ш. 153,5338 ° в.д.) на холме Кирра.
Хотя ожидалось, что она будет завершена через шесть месяцев, только в начале 1920 учебного года открылась новая государственная школа Кулангатта с 67 учениками под руководством директора Клода де Джерси и еще одного учителя. Она была официально открыта 2 октября 1920 года губернатором Квинсленда Мэтью Натаном. Развитие школы на протяжении десятилетий впоследствии привело к ее переезду на Стэпилтон-стрит, которая официально открылась там 26 ноября 1977 года. Старый школьный колокол из Кирра-Хилл был перемещен на Стэпилтон-стрит, где он остается в повседневном использовании.
В понедельник 31 апреля 1925 года архиепископ Джеймс Дахиг заложил первый камень в фундамент католической церкви Святого Августина.  В воскресенье, 19 декабря 1926 года, Духиг вернулся, чтобы официально открыть и благословить церковь.
Католическая школа Святого Августина была основана в 1926 году дочерями Богоматери Святого Сердца. С 1950 года школой руководили миссионеры-францисканки Сестры Непорочного Зачатия.
Первый камень в фундамент англиканской церкви Святого Петра на 34 Lanham Street (угол Dutton Street, 28,1693 ° ю.ш. 153,5362 ° в. д.) был заложен 31 октября 1937 года архиепископом Уильямом Вандом.

## Демография
Согласно переписи населения 2016 года , в Кулангатте проживало 5948 человек.
- Аборигены и жители островов Торресова пролива составляли 2,2% населения.
- Средний возраст жителей Кулангатты составлял 50 лет.
- 67,6% людей родились в Австралии. Следующими по распространенности странами происхождения были Новая Зеландия 4,3% и Англия 4,0%.
- 80,2% людей говорили дома только по-английски. Среди других языков, на которых говорят дома, португальский - 1,7%.
- Наиболее частые ответы о религии: "Нет религии" - 32,3%, католики - 21,9% и англиканцы - 15,4%[17]

## Климат
В Кулангатте влажный субтропический климат с теплым влажным летом и прохладной влажной зимой. Несмотря на то, что в марте выпадает в четыре раза больше осадков, чем в сентябре, считается, что в Кулангатте нет засушливого сезона, потому что в самый засушливый месяц года выпадает более десятой части осадков самого влажного месяца.
| Климатические данные                   | Климатические данные | Климатические данные | Климатические данные | Климатические данные | Климатические данные | Климатические данные | Климатические данные | Климатические данные | Климатические данные | Климатические данные | Климатические данные | Климатические данные | Климатические данные |
| Месяц                                  | Янв                  | Фев                  | Мар                  | Апр                  | май                  | Июн                  | Июл                  | Авг                  | Сен                  | Октябрь              | Ноя                  | Декабрь              | Год                  |
| -------------------------------------- | -------------------- | -------------------- | -------------------- | -------------------- | -------------------- | -------------------- | -------------------- | -------------------- | -------------------- | -------------------- | -------------------- | -------------------- | -------------------- |
| Средняя высокая ° C (° F)              | 28,6 (83,5)          | 28,4 (83,1)          | 27,4 (81,3)          | 25,5 (77,9)          | 23,3 (73,9)          | 21,1 (70,0)          | 20,8 (69,4)          | 21,7 (71,1)          | 23,5 (74,3)          | 24,7 (76,5)          | 26,2 (79,2)          | 27,5 (81,5)          | 24,9 (76,8)          |
| Средняя низкая ° C (° F)               | 21,1 (70,0)          | 21,0 (69,8)          | 19,8 (67,6)          | 17,1 (62,8)          | 13,8 (56,8)          | 11,5 (52,7)          | 10,0 (50,0)          | 10,5 (50,9)          | 13,4 (56,1)          | 15,9 (60,6)          | 18,2 (64,8)          | 19,8 (67,6)          | 16,0 (60,8)          |
| Среднее количество осадков, мм (дюймы) | 145,2 (5,72)         | 168,1 (6,62)         | 175,5 (6,91)         | 171,3 (6,74)         | 149,9 (5,90)         | 130,5 (5,14)         | 75,2 (2,96)          | 55,2 (2,17)          | 42,4 (1,67)          | 87,9 (3,46)          | 139,6 (5,50)         | 140,7 (5,54)         | 1490,2 (58,67)       |
| Источник: Бюро метеорологии            |                      |                      |                      |                      |                      |                      |                      |                      |                      |                      |                      |                      |                      |

## Образование
Государственная школа Кулангатта - государственная начальная школа для мальчиков и девочек на Стэпилтон-стрит ( 28,1720 ° ю.ш. 153,5287 ° в.д.). В 2018 году в школе обучалось 184 ученика, из них 19 учителей.
В Кулангатте нет средней школы. Ближайшая средняя школа - Palm Beach Currumbin State High School в Палм-Бич на северо-западе.
Кампус Coolangatta в TAFE Queensland - это технический колледж по адресу 5 Scott Street ( 28,1705 ° ю.ш. 153,5399 ° в.д.).

## Достопримечательности
Пляжи - главные достопримечательности Кулангатты. Популярные обзорные площадки и точки зрения включают:
- Кирра Хилл
- Greenmount Hill
- Скалы Снаппер ( 28,1622 ° ю.ш. 153,5500 ° в.д. ), названные в честь HM Colonial Cutter Snapper, которые прошли мимо Point Danger в июле 1822 года под командованием У.Л. Эдвардсона
- Маяк Пойнт-Дэнджер

- Кирра Бич
- Смотровая площадка Razorback Lookout на Razorback Road в соседнем Tweed Heads.

## Списки наследия
В Кулангатте есть ряд объектов наследия, в том числе:
- Баундэри-стрит (граница Нового Южного Уэльса): Мемориал капитана Кука и маяк
- Пограничная улица (средняя полоса): Памятная доска Фрэнсиса Эдварда Робертса
- Гаррик-стрит (средняя полоса к северу от Масгрейв-стрит): памятные деревья братьев Пауэлл
- Гаррик-стрит, 1: бывшая государственная и специальная школа Кулангатта
- Ланхэм-стрит (Годвин-парк): военный мемориал Кулангатта
- 58 McLean Street: Церковь Святого Августина
- Устье реки Кулангатта, пляж Северный Кирра
- Скалы Снаппер, останки бассейна морских свиней Джека Эванса